# Périgny (Valle della Marna)
Périgny è un comune francese di 2 293 abitanti situato nel dipartimento della Valle della Marna nella regione dell'Île-de-France.

## Società

### Evoluzione demografica
Abitanti censiti